# Herói de ação

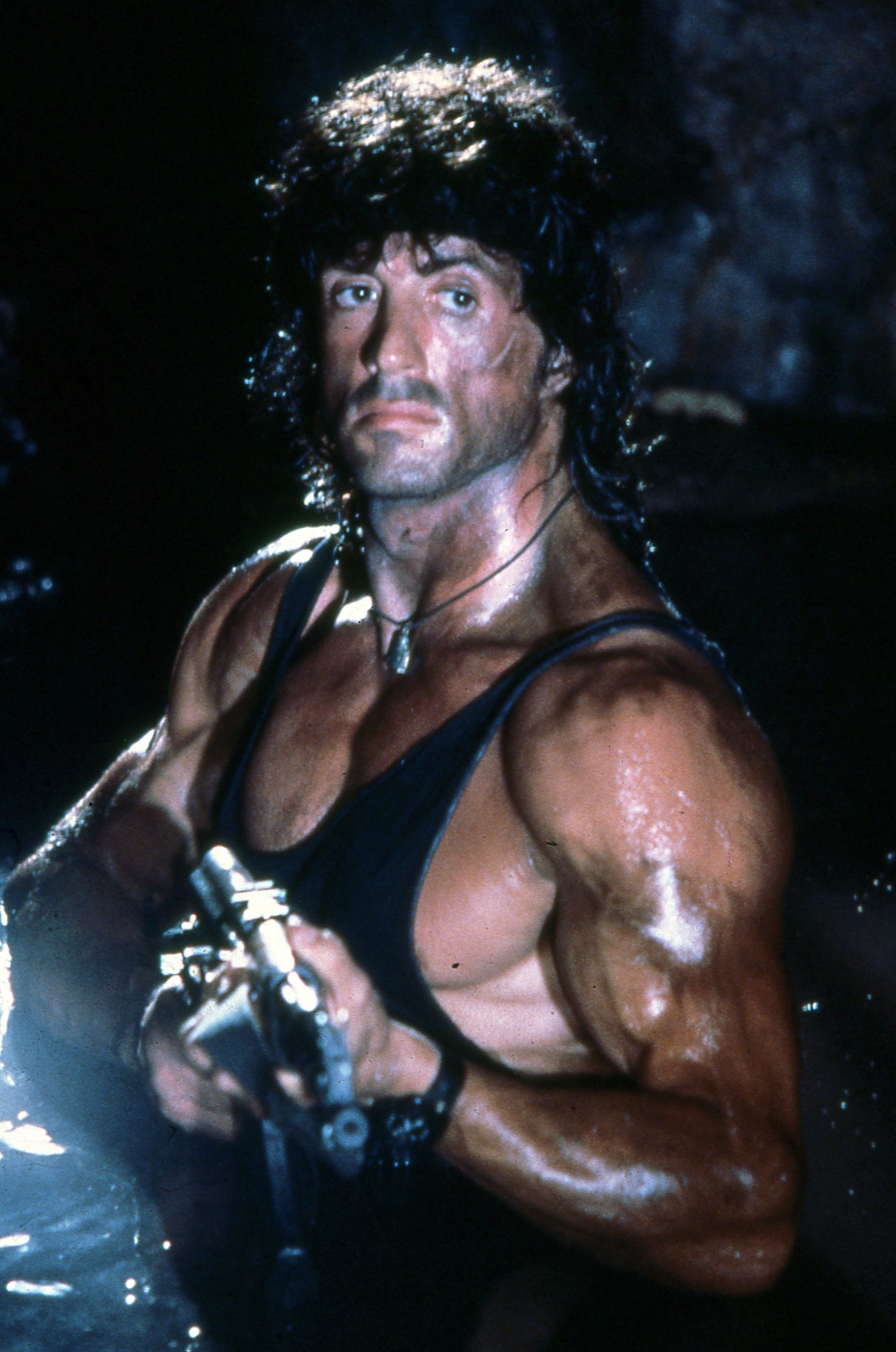
Sylvester Stallone como John Rambo em Rambo III (1988).

Um herói de ação (feminino: heroína de ação) é o protagonista de um filme de ação ou outra forma de entretenimento que retrata ação, aventura e, muitas vezes, violência. Outras mídias em que tais heróis aparecem incluem filmes de capa e espada, filmes de faroeste, rádio antigo, romances de aventura, romances baratos, revistas populares e folclore.

## História
A origem do herói de ação está enraizada na história do imperialismo, com histórias de aventura escritas principalmente para meninos, para se imaginarem como homens em viagens e vivenciando uma ação emocionante. Shawn Shimpach escreveu: "Os jovens homens brancos que eram (ou se tornaram) os sujeitos engrandecidos dessas histórias motivaram as narrativas por meio de sua propensão à ação e resolveram conflitos por meio da violência informada por coragem, inteligência e habilidade inata, garantindo, em cada história, o futuro do mundo pelo qual eles eram responsáveis e no processo de confirmação de sua identidade masculina." No início do século XX, essa narrativa foi comercializada e as histórias foram "prontamente adaptadas" para o cinema. Um dos primeiros atores dos heróis de ação foi Douglas Fairbanks. No Chicago Tribune, Donald Liebenson escreveu: "Douglas Fairbanks foi o primeiro grande herói de ação de Hollywood, mais conhecido pelas fantasias épicas que o estabeleceram como o espadachim mais arrojado da tela". Um dos personagens do heroísmo de ação definidores interpretado por Fairbanks foi Zorro, que Michael Sragow chamou de "a figura de ação mais influente da história do cinema e o guerreiro do cinema mais feliz de todos os tempos". Fairbanks foi seguido por Errol Flynn, o qual alcançou a fama como Robin Hood no filme de 1938, As Aventuras de Robin Hood.
Em meados do século XX, "... o gênero de ação era previsivelmente povoado por heróis galantes e atraentes vivendo aventuras emocionantes e exóticas, sem impedimentos (se claramente alinhados a) fronteiras nacionais, culturais ou estaduais." Quando a televisão se tornou comum, programas que apresentavam heróis de ação incluíam Adventures of Superman (1952–1958), The Avengers (1961–1969), The Saint (1962–1969), The Man from UNCLE (1964–1968), Batman (1966–1969) e Mission Impossível (1966–1973). Shimpach disse que "ofereceram homens brancos extraordinários (embora nem sempre completamente sérios) que resolveriam conflitos por meio de ação direta e violência, enquanto exibiam seu domínio sem esforço dos espaços urbanos, novas tecnologias, moda e seus próprios corpos".